# جفری آدام روزن
جفری آدام روزن (انگلیسی: Jeffrey Adam Rosen؛ زادهٔ ۲ آوریل ۱۹۵۸) یک وکیل آمریکایی است که از دسامبر ۲۰۲۰ تا ژانویه ۲۰۲۱، سرپرست دادستان کل ایالات متحده آمریکا بوده و از سال ۲۰۱۹ تا ۲۰۲۰ به عنوان قائم‌مقام دادستان کل ایالات متحده آمریکا خدمت کرد. پیش از پیوستن به وزارت عدالت، او یک شریک ارشد در شرکت حقوقی کرکلند و الیس بود. آدام روزن از سال ۲۰۱۷ تا ۲۰۱۹ نیز به عنوان قائم‌مقام وزیر ترابری ایالات متحده آمریکا فعالیت می‌کرده‌است.

## پیشه
روزن در سال ۱۹۸۲ از دانشگاه نورت‌وسترن فارغ‌التحصیل شد. او شرکت کیرکلند را در سال ۲۰۰۳ ترک کرد و در سمت دولتی در ایالات متحده به خدمت پرداخت. از سال ۲۰۰۳ تا ۲۰۰۶، روزن مشاور عمومی در وزارت ترابری ایالات متحده آمریکا بود و به عنوان مشاور وزیر حمل و نقل انجام وظیفه می‌کرد. در سال ۲۰۰۶، روزن به اداره مدیریت و بودجه پیوست که در آن مشاور عمومی و مشاور ارشد سیاست گذاری تا سال ۲۰۰۹ بود. او همچنین به عنوان نماینده دولت ایالات‌متحده در هیئت‌مدیره اداره مدیریت و بودجه خدمت کرده‌است.

## زندگی‌نامه و تحصیلات
روزن در سال ۱۹۷۹ فارغ‌التحصیل کارشناسی اقتصاد از دانشگاه نورث وسترن شد و در سال ۱۹۸۲ دکترای افتخاری خود را از مدرسه حقوق هاروارد دریافت کرد. روزن بایک پزشک کاترین نیکولز روزن ازدواج کرد و و سه فرزند بزرگسال دارد. او یک مهاجر قدیمی از ایالت ویرجینیا است.